# Directorio Revolucionario Estudiantil
El Directorio Revolucionario Estudiantil (DRE) (català: Directori Revolucionari Estudiantil) o Directorio Revolucionario 13 de marzo (DR13M) (català: Directori Revolucionari 13 de març) va ser una organització revolucionària cubana d'estudiants que va tenir un paper actiu durant la Revolució. Va ser fundada el 1956 per José Antonio Echeverriía com a un grup opositor al dictador Fulgencio Batista.

## Orígens
L'any 1955, la important activitat dels estudiants en la lluita contra la dictadura de Batista va impulsar José Antonio Echeverría, president de la Federació d'Estudiants Universitaris (FEU) des de 1954, a crear una estructura especialitzada en la lluita armada.
La idea d'aquesta nova estructura es va inspirar en el Directori d'Estudiants Universitaris (DEU), una organització fundada per estudiants l'any 1927 per lluitar contra la dictadura de Gerardo Machado.
El Directori Revolucionari va començar a organitzar-se a finals de setembre de 1955 al voltant de José Antonio Echeverría, Fructuoso Rodríguez, Faure Chomón i Rubén Aldama. En aquells moments el DRE estava pensat perquè actués com al braç armat de la FEU.
La formació del Directori Revolucionari va ser anunciada públicament per Antonio Echeverría en un discurs a la Universitat de l'Havana el 24 de febrer de 1956. El mateix dia es va publicar un "Manifest al poble cubà" denunciant el règim de Batista com a ultra reaccionari, il·legítim, criminal i despòtic.

El 15 de maig de 1956 Rubén Aldama va ser detingut per la policia de Batista, torturat i executat. Serà considerat el primer "màrtir" del Directori Revolucionari Estudiantil.

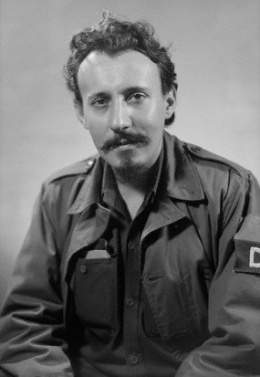
Faure Chomón.
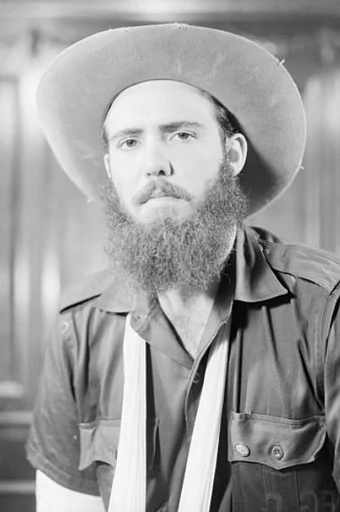
Rolando Cubela.

## Pacte de Mèxic
Durant l'estiu de 1956, José Antonio Echeverría va viatjar a Xile per assistir a un congrés d'estudiants llatinoamericans. A la tornada, s'atura a Mèxic. El 29 d'agost de 1956 a la Ciutat de Mèxic va conèixer a Fidel Castro que organitzava un grup de combatents per liderar la lluita armada a Cuba.
Al final d'aquesta trobada, els dos dirigents van elaborar un document: la “Carta de Mèxic” (també anomenada “Pacte de Mèxic”). Aquest text fa una crida a la lluita armada contra el règim de Batista i que això havia de recolzar-se amb la convocatòria d'una vaga general.
La “Carta de Mèxic” segella l'aliança entre la FEU/Directori Revolucionari i el Moviment 26 de Juliol. Si bé aquest pacte respecta la independència de cada organització per a realitzar les pròpies accions armades, s'acorda augmentar la pressió sobre el règim i coordinar les accions.

## Lluita armada
El 13 de març de 1957, el Directori Revolucionari va emprendre una acció que havia de donar un cop fatal a la dictadura. Es van llançar dos atacs simultanis contra el palau presidencial (actual Museu de la Revolució) i les instal·lacions de Radio Reloj. L'objectiu era assassinar Batista i convocar des de la ràdio un alçament popular.

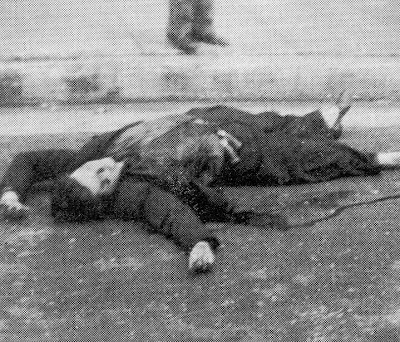
Echeverría abataut el 13 de març de 1957.

Un comando de 50 homes armats va assaltar el palau presidencial mentre José Antonio Echeverría envaïa les instal·lacions de la ràdio amb una quinzena d'homes. L'operació va ser un fracàs: Batista va aconseguir fugir i la transmissió radiofònica es va tallar enmig del discurs que estava fent José Antonio Echeverría en directe. Durant l'operació van morir un gran nombre d'assaltants, entre ells el propi José Antonio Echeverría, que va morir en un enfrontament amb la policia prop de la Universitat de l'Havana després de sortir de les instal·lacions de Radio Reloj.
Després de la mort de José Antonio Echeverría, Fructuoso Rodríguez va assumir la direcció de l'organització. El moviment va passar a denominar-se Directorio Revolucionario 13 de marzo (DR13M) en homenatge als combatents caiguts durant els atacs del 13 de març de 1957. Es va decidir obrir un front guerriller a les muntanyes de l'Escambray. El 20 d'abril Fructuoso Rodríguez va ser detingut a l'Havana per la policia de Batista i va ser assassinat.
La direcció de l'organització passa a mans de Faure Chomón que aleshores es trobava refugiat a Florida. El 8 de febrer de 1958 va desembarcar a Cuba amb un gran carregament d'armes. Va ser llavors que el DR13M va poder organitzar la seva guerrilla a l'Escambray sota el lideratge de Rolando Cubela Secades.
El juliol de 1958, Eloy Gutiérrez Menoyo, membre de la direcció del DR13M, es va separar de l'organització i va crear el seu propi moviment guerriller: el Segundo Frente (Segon Front).
A l'octubre, la columna núm. 8 del Moviment 26 de Juliol comandada per Ernesto Che Guevara es va traslladar a l'Escambray. Les relacions entre els dos grups eren bones i l'1 de desembre de 1958 es va signar el “pacte del Perdredo”, que reafirmava la coordinació entre ambdues organitzacions i iniciava una cooperació militar més estreta. Les relacions amb les forces del Segundo Frente van ser, en canvi, més tenses.
Les forces del DR13M de l'Escambray van participar en les darreres ofensives contra el règim de Batista amb les forces del Moviment 26 de Juliol comandades per Che Guevara i Camilio Cienfuegos. Paral·lelament, es va organitzar un altre front guerriller a la serra de los Órganos prop de Pinar del Río. La guerrilla DR13M hi va col·laborar amb les tropes del Moviment 26 de Juliol comandades per Dermidio Escalona.

## Després de la Revolució
La fugida de Batista marca la victòria de les forces revolucionàries cubanes. A l'Havana, el DR13M va ocupar el palau presidencial, el Capitoli (seu del Congrés) i la Universitat.
El juliol de 1961, el DR13M es va fusionar amb el Moviment 26 de juliol i els comunistes del Partit Popular Socialista (PSP) per formar les Organitzacions Revolucionàries Integrades (ORI). El març de 1961, les ORI es van convertir en el Partit Unificat de la Revolució Socialista Cubana (PURSC) i després en el Partit Comunista de Cuba (PCC).

### Dissidència
Al febrer de 1960, un grup del DRE de la Universitat de l'Havana i encara contrari al comunisme, es va oposar públicament a la visita del diplomàtic soviètic Anastas Mikoian, la qual cosa va portar a l'expulsió d'aquests estudiants de la universitat. Aquell mateix any el grup va traslladar la seva seu a Miami. Allà va desenvolupar connexions amb l'Agència Central d'Intel·ligència. El 24 d'agost de 1962, el DRE va dur a terme un atac a Cuba, amb dues llanxes ràpides disparant una seixantena d'obusos de 20 mil·límetres al suburbi de Miramar de L'Havana danyant un hotel que hi havia davant de la platja, el Rosita Hornedo, que allotjava consellers enviats a Cuba des del bloc soviètic. L'atac havia estat planificat pel despatx de la CIA a Miami, tot i que el Departament d'Estat dels Estats Units va mantenir que l'intent s'havia fet sense el coneixement o el suport del govern dels Estats Units.
A mitjans de 1962, el DRE va transmetre els primers informes de míssils estacionats a Cuba a les seves connexions de la CIA, poc abans que la presència del míssil fos confirmada per fotografies realitzades des d'avions U-2 i la consegüent crisi dels míssils cubans de l'octubre de 1962. El grup va expressar posteriorment la seva decepció perquè la crisi dels míssils s'hagués resolt sense l'eliminació contundent de Fidel Castro.
La CIA va començar a reduir el seu suport al DRE a finals de 1962 i en va retirar el suport el desembre de 1966, quan va qualificar el grup d'inactiu. En els anys intermedis, els membres del DRE havien donat suport a la CIA amb les seves publicacions i programes de ràdio i enviant delegats a conferències internacionals d'estudiants.